# Syrt-Yenidzhe
Syrt-Yenidzhe är en ort i Azerbajdzjan.   Den ligger i distriktet Qəbələ, i den centrala delen av landet, 180 km väster om huvudstaden Baku. Syrt-Yenidzhe ligger 627 meter över havet och antalet invånare är 400.
Terrängen runt Syrt-Yenidzhe är platt norrut, men söderut är den kuperad. Syrt-Yenidzhe ligger uppe på en höjd. Närmaste större samhälle är Qutqashen, 13,5 km norr om Syrt-Yenidzhe.
Trakten runt Syrt-Yenidzhe består till största delen av jordbruksmark. Runt Syrt-Yenidzhe är det ganska tätbefolkat, med 58 invånare per kvadratkilometer.